# Mamma, pappa, barn (sång)
För andra betydelser, se Mamma pappa barn (olika betydelser). 
Mamma, pappa, barn är en sång från 1981 av det svenska punkbandet Ebba Grön. Sången kom på albumet Kärlek & uppror från 1981, som var Ebba Gröns andra album. Sångens namn kommer från leken mamma pappa barn, och den var spår 2 på albumet, efter 800°.
Sångtexten handlar om familjerelationer och relationerna till en mans föräldrar. Texten är väldigt dyster, trots det höga skatempot. Låten med refräng som påminner om David Bowies Rebel Rebel och ett saxofonsolo mot slutet skiljer sig mycket från de tidigare Ebba Grön-låtarna. Låtens ska-karaktär vittnar om en tydlig influens från den inriktning som det brittiska punkbandet The Clash slog in på i samband med sin LP London Calling, släppt 1979.  
Mamma pappa barn är den enda Ebba Grön-låten som det har spelats in en musikvideo till – den kan ses i slutet på Ebba the Movie.
Det finska bandet Eläkeläiset har spelat in en finskspråkig cover på låten kallad Humppapappa vaan som bland annat finns med på samlingsskivan Humppa-Akatemia. 